# Krzywogóra
Krzywogóra – wzgórze o wysokości 133,0 m n.p.m. na Równinie Białogardzkiej, położone w województwie zachodniopomorskim, w granicach administracyjnych Koszalina. Jest częścią wału Góry Chełmskiej.
Ok. 0,3 km na północ od wzgórza przebiega droga wojewódzka nr 206 (ul. Zwycięstwa).
Teren Krzywogóry został objęty obszarem chronionego krajobrazu "Koszaliński Pas Nadmorski".
Nazwę Krzywogóra wprowadzono urzędowo w 1949 roku, zastępując poprzednią niemiecką nazwę Schiefer Berg.